# Annapurna
Die Annapurna (Nepali: अन्नपूर्ण Annapūrṇa, früher auch Morshiadi) ist ein Achttausender im Himalaya in Nepal. Mit 8091 m ist die Annapurna der zehnthöchste Berg der Erde.
Die Annapurna ist der am seltensten bestiegene Achttausender und aufgrund hoher Lawinengefahr einer der gefährlichsten. Bis März 2012 hatten gut 190 Bergsteiger den Gipfel erreicht, 61 Bergsteiger fanden hier den Tod.

## Name
Annapurna ist ein Doppelwort aus dem Sanskrit (aus anna „Nahrung“ und pūrṇa „gefüllt; voll von“). Der Name ist eine andere Bezeichnung der Göttin Parvati („die Bergestochter“) – in verschiedenen Mythologien auch identisch mit den Göttinnen Durga („die Unzugängliche“) und Kali („die Schwarze“). Annapurna ist „die Nahrung spendende Göttin“ oder „die Göttin der Fülle“. Der Name ist auch im Deutschen ein Femininum.

## Lage
Die Annapurna ist der Hauptgipfel des Annapurna Himal und wird zur Abgrenzung von benachbarten Bergen auch Annapurna I genannt. Das ganze Gebirgsmassiv erstreckt sich in westöstliche Richtung und besteht aus mehreren selbstständigen Bergen (Annapurna I, Annapurna II, Annapurna III und weitere). 
Annapurna I befindet sich am westlichen Ende der Bergkette, die dort nach Süden abknickt und in der Annapurna Süd ihren Abschluss findet. Östlich des Hauptgipfels zweigt ein weiterer Grat nach Süden ab, der sich schließlich zum 6993 m hohen Machapucharé erhebt. Die Südwand der Annapurna I und die Grate zur Annapurna Süd bzw. zum Machapucharé rahmen einen abgeschiedenen Bergkessel ein, das sogenannte Annapurna Sanctuary (Heiligtum). Dort liegt das Basislager, das sogenannte Annapurna Base Camp (ABC, rund 4200 m). Auf dem Weg dorthin befindet sich das Machapuchare Base Camp (MBC, rund 4000 m).

## Wandern
Das Annapurna-Gebiet wurde 1977 nach der Beilegung von Streitigkeiten für ausländische Wanderer geöffnet und der Annapurna-Rundwanderweg, Nepals älteste Trekkingroute, eingerichtet.
Annapurna gilt heute als leicht zugängliche Region. Das Südlager ist von Jhinu Danda aus in drei Tagen zu Fuß erreichbar. Auch das Annapurna-Basislager Nord ist mittlerweile in nur drei Tagen erreichbar.

## Topografie und Nebengipfel

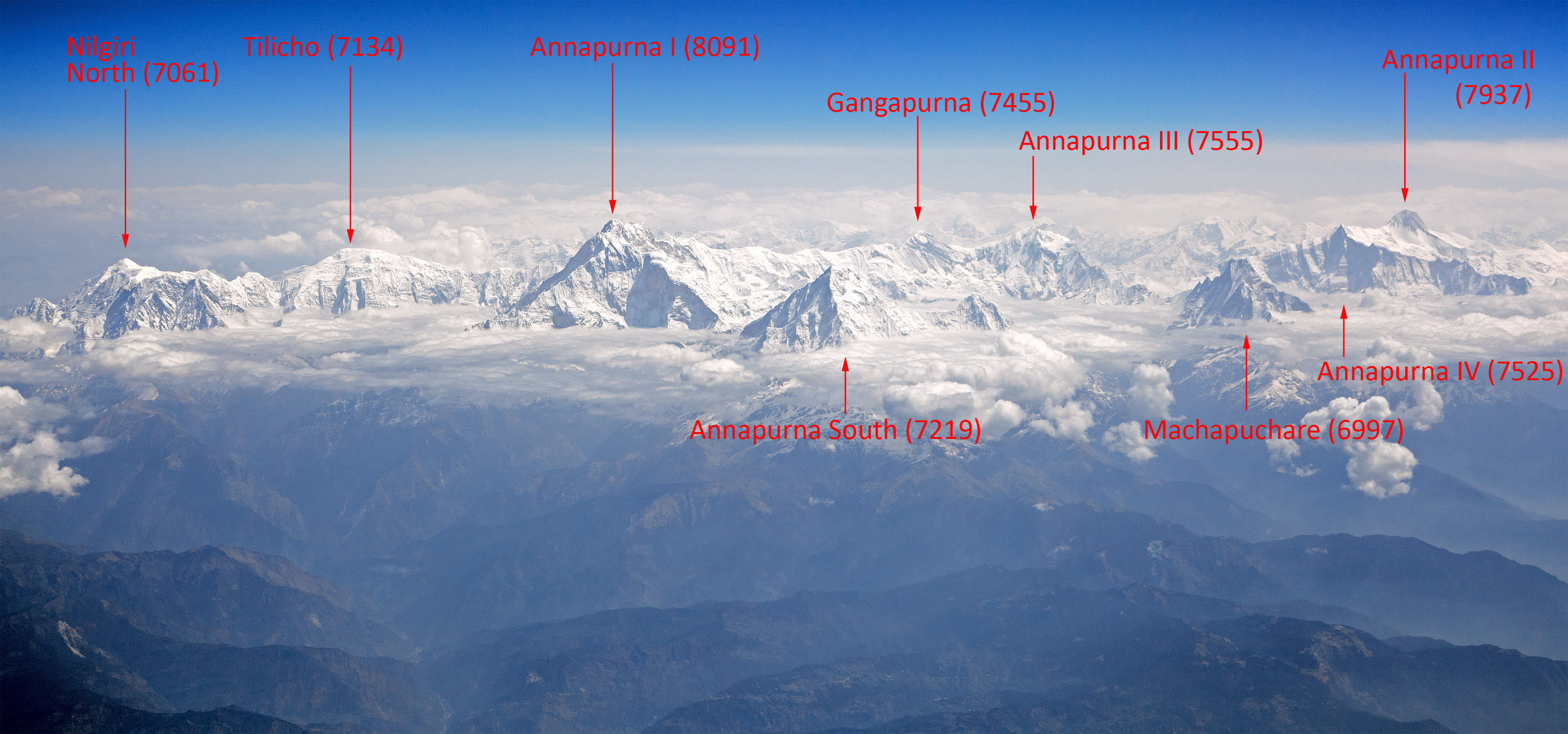
Luftaufnahme des Annapurna-Massivs

Die Annapurna I ist ein langgezogener Kamm, der sich von Ost nach West erstreckt. Auf diesem Grat liegen die Gipfel Glacier Dome (Tarke Kang) (7193 m), Roc Noir (Khangsar Kang) (7485 m), Annapurna I Nordost (8010 m), Annapurna I Mitte (8051 m) und der Hauptgipfel Annapurna I (8091 m). 
Westlich des Hauptgipfels folgt die Westschulter und der Annapurna Fang (Varahar Shikar/Baraha Shikar/Bharha Chuli) (7647 m). 
Südlich des Fang liegt die eigenständige Annapurna Süd. Östlich des Roc Noir folgt die Gangapurna, ebenfalls ein eigenständiger Berg. Am Roc Noir verzweigt außerdem die Grande Barrière nach Norden sowie der Grat mit dem Tent Peak (5945 m) nach Süden, der das Sanctuary unterteilt. 
Der am Hauptgipfel beginnende Nordgrat der Annapurna I teilt deren Nordseite in eine Nordost- und eine Nordwestwand.

## Besteigungen

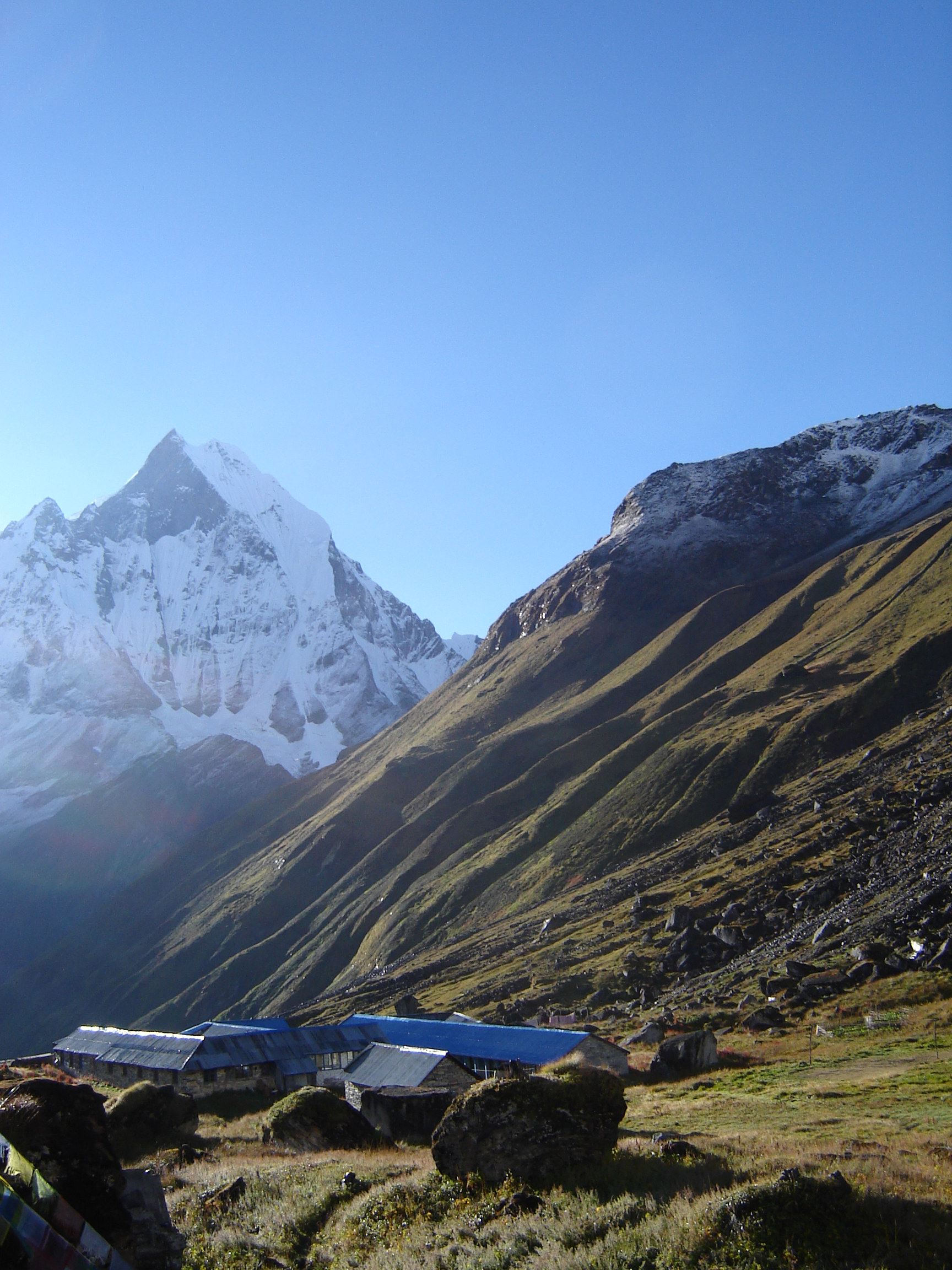
Das Annapurna-Basislager, dahinter der Machapucharé

Am 3. Juni 1950 wurde die Annapurna I durch Maurice Herzog und Louis Lachenal im Rahmen einer französischen Expedition erstmals bestiegen. Ziel war ursprünglich der Dhaulagiri, doch wegen der besseren Erreichbarkeit des Bergfußes wandten sich die Franzosen schließlich der Annapurna zu. Dies war die erste erfolgreiche Besteigung eines Achttausenders überhaupt.
Die erste Durchsteigung der Südwand gelang den Briten Don Whillans und Dougal Haston am 27. Mai 1970. Eine weitere Route in der Südwand wurde 1992 von Pierre Béghin und Jean-Christophe Lafaille versucht. Diese Route soll bei der ersten angeblichen Solobesteigung der Südwand durch Ueli Steck im Jahr 2013 vervollständigt worden sein, allerdings wurde sein völlig undokumentierter Aufstieg angezweifelt.
Am 15. Oktober 1978 erreichten mit Věra Komárková (Tschechoslowakei) und Irene Miller (USA) erstmals zwei Frauen den Gipfel. Sie wurden von den Sherpas Mingma Tsering und Chewang Ringjing begleitet und waren Teilnehmerinnen der von Arlene Blum geleiteten ersten internationalen Frauenexpedition zum Himalaya. Sie stiegen über die Holländer-Rippe auf. Vera Watson (USA) und Alison Chadwick-Onyszkiewicz (Vereinigtes Königreich), die Bergsteigerinnen des zweiten Gipfelteams, wurden am 17. Oktober beim Aufstieg zwischen den Lagern IV und V von einer Lawine verschüttet und starben.

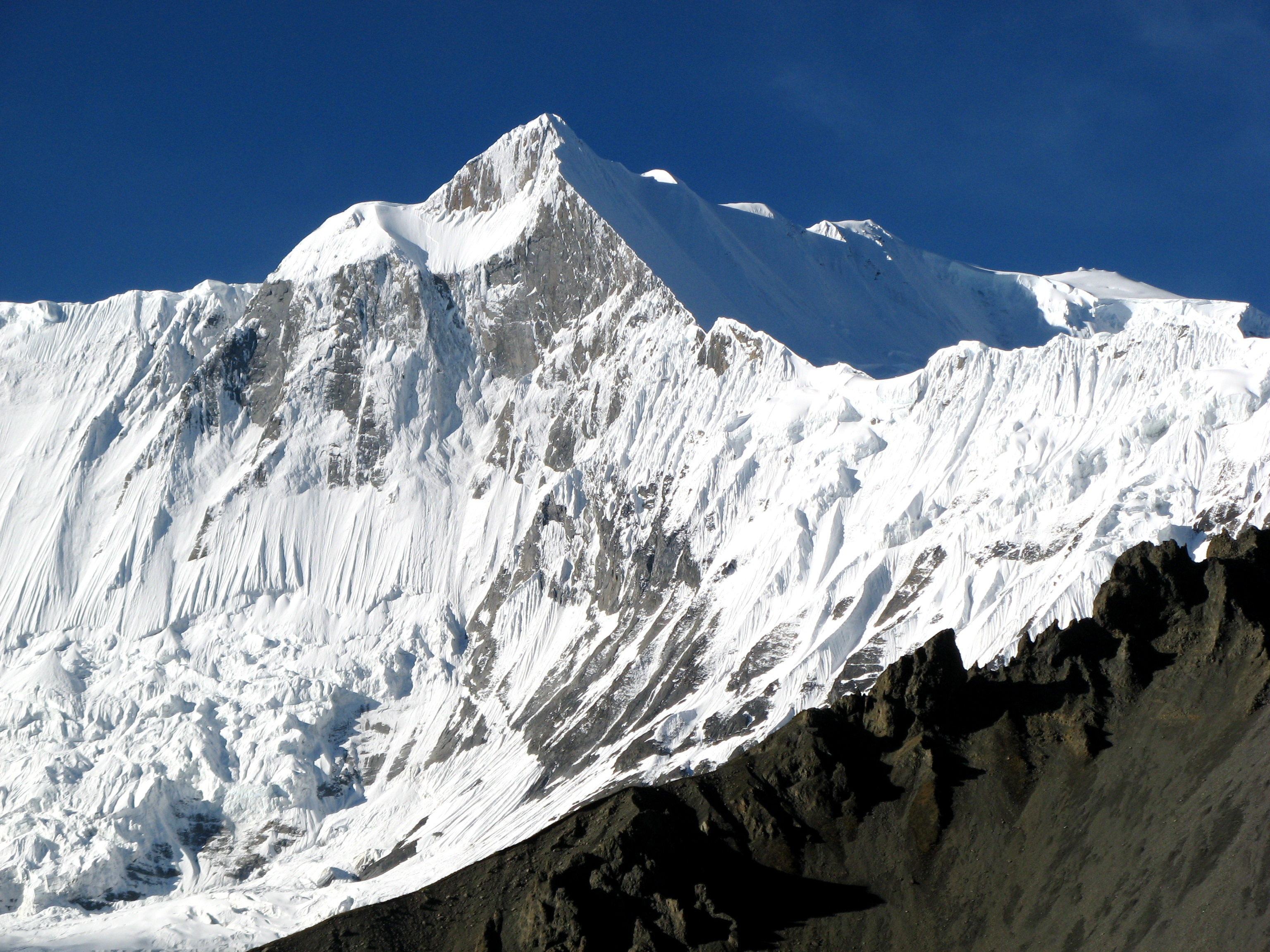
Roc Noir von Nordosten, ganz rechts der Gipfelgrat der Annapurna

Die beiden Schweizer Erhard Loretan und Norbert Joos bestiegen 1984 den kompletten Ostgrat der Annapurna von Südosten aus. Östlich des Tent Peaks stiegen sie am Glacier Dome vorbei über den Roc Noir zum Ost- und Mittelgipfel und weiter zum Hauptgipfel, um schließlich auf der Nordseite des Massivs abzusteigen. Ihnen gelang damit die Überschreitung des Massivs und seiner drei Gipfel über 8000 m.
Die Erstbesteigung des 8051 m hohen Mittelgipfels gelang am 3. Oktober 1980 Ludwig Greissl, Heinz Oberrauch und Udo Bönning aus Deutschland.
Den Nebengipfel Annapurna Fang konnte eine österreichische Expedition 1980 erreichen. Herrmann Neumair, Sherpa Ang Chhopal und Sepp Mayerl erreichten den zu diesem Zeitpunkt höchsten unbestiegenen Gipfel Nepals am 17. Mai.
Der Berg birgt durch extreme Lawinengefahr ein hohes Risiko: Auf weniger als drei erfolgreiche Besteigungen kommt ein Todesfall. Berühmte Bergsteiger wie Ian Clough († Mai 1970), Pierre Béghin († 11. Oktober 1992), Anatoli Bukrejew († 25. Dezember 1997), Christian Kuntner († 18. Mai 2005), Iñaki Ochoa de Olza († 23. Mai 2008) und Samuli Mansikka († 24. März 2015) starben dort.

## Flugunfall
- Am 21. August 1998 wurde eine de Havilland Canada DHC-6-300 Twin Otter der nepalesischen Luftfahrtbehörde, betrieben für Lumbini Airways (Luftfahrzeugkennzeichen 9N-ACC), in 2100 Metern Höhe gegen die Annapurna geflogen. Durch diesen CFIT (Controlled flight into terrain) wurden alle 18 Insassen getötet, drei Besatzungsmitglieder und 15 Passagiere.[18]